# Becky G
Rebbeca Marie Gomez, művésznevén Becky G (Inglewood, 1997. március 2. –) amerikai énekesnő, dalszerző, rapper, színésznő. 2011-ben vált ismertté.

## Gyermekkora
Rebecca Inglewoodban, Kalifornia államban született, de Moreno Valleyban élt a spanyol-mexikói családjával együtt. Pénzügyi gondok miatt azonban el kellett adni a házukat, így nagypapája átalakított garázsába költöztek, Inglewoodba, amikor 9 éves volt. Becky pénzt akart keresni, hogy segítse családját, így részmunkaidős állásokra jelentkezett. Ezek között reklámokat és szinkronizálást is vállalt.

## Karrier

### 2011–2013: A kezdetek és a Play It Again
2011-ben Becky videókat töltött fel a Youtubera, melyben a saját szövegeivel, híres zenék dallamára énekelt. Ezen kívül feldolgozásokat is készített, mint például a Take Care vagy a Boyfriend. Azonban a legsikeresebb videója Kanye West és Jay-Z dala, az Otis. Ezzel felhívta magára a figyelmet Dr. Luke dalszerzőnél, aki később leszerződtette Gomezt a Sony Musichoz, a Kemosabe Recordshoz.
2012-ben Becky G közreműködő előadóként énekelt Cody Simpson Wish U Were Here című számában, Cher Lloyd Oath számában, és Kesha Die Young című számának remixében Juicy J-vel és Wiz Khalifával. Később Gomez énekelte a Hotel Transylvania betétdalát, a Problem (The Monster Remix)-et, amiben az amerikai rapperel, Will.i.am-mel dolgozhatott együtt.
2013 május 6-án jelent meg a Play It Again videóklipje, ami az első kislemezként szolgált debütáló EP-jén, a Play It Again-en. Az EP július 16-án jelent meg. A második kislemez a Can't Get Enough nevet kapta, amelyben Pitbull is rappelt.

### 2014-: Első lemez
2014. április 23-án Becky megjelentette debütáló lemezének első kislemezét, a Shower-t. Ezután, november 4-én jött ki a második szám az albumról, a Can't Stop Dancin', majd később két újabb dallal lepte meg rajongóit: a Lovin' So Hard-dal és Break A Sweat-tel. Október 30-án az 5. szám is megjelent You Love It néven.
2016. június 24-én Becky G megjelentette az első szóló spanyol számát az új albumról, a Sola-t. A szám nagy sikereket ért el a spanyol rádióknál és a 24. lett a Latin Pop Songs számlistán az USA-ban. Ugyanebben az évben, október 7-én Gomez kiadta második spanyol számát, a Mangú-t. 2017. február 20-án Becky a legújabb számából, a Todo Cambio-ból posztolt egy kis részletet a közösségi oldalán. A szám végül március 3-án jelent meg.

## Filmjei
| Év   | Magyar cím          | Eredeti cím   | Szerep                    | Magyar hang        | Megjegyzés   |
| ---- | ------------------- | ------------- | ------------------------- | ------------------ | ------------ |
| 2008 |                     | El Tux        | Claudia Gómez             |                    | rövidfilm    |
| 2017 | Power Rangers       | Power Rangers | Trini Kwan / Sárga Ranger | Kardos Eszter      |              |
| 2018 | Kertitörpe-kommandó | Gnome Alone   | Chloe                     | Laudon Andrea      | szinkronhang |
| 2018 | Robotkutyám, AXL    | A.X.L.        | Sara Reyes                |                    |              |
| 2022 | Jó gyászolást ;)    | Good Mourning | Apple                     |                    |              |
| 2023 | Kék Bogár           | Blue Beetle   | Khaji-Da                  | Tóth Szilvia Lilla | szinkronhang |

## Diszkográfia

### EP-k
- Play It Again (2013)
- Mala Santa (2019)

### Egyéb számai
- Problem (The Monster Remix) (feat. will.i.am) (2012)
- Shower (2014)
- Can't Stop Dancin' (2014)
- Lovin' So Hard (2015)
- Break A Sweat (2015)
- You Love It (2015)
- Sola (2016)
- Mangú (2016)
- Todo Cambio (2017)
- My Man (2020)
- 2020 : Otro Día Lluvioso, (feat. Juhn, Lenny Tavarez, Becky G Ft. Dalex) (2020)
- Pitbull mala Feat. Becky G